# Brasil Guitar Duo
Brasil Guitar Duo é um duo de violões formado pelos violonistas brasileiros João Luiz Rezende Lopes e Douglas Lora. Esse jovem duo brasileiro vem se apresentando com frequência nos Estados Unidos e ganhando respeito e admiração do público internacional.

## Violões usados[2]

### João Luiz
- Sergio Abreu 1997 - pinho e jacarandá indiano, cordas Augustine Regals-Blue
- Sergio Abreu 2008 - pinho e jacarandá-da-bahia, cordas Augustine Regals-Blue
- Samuel Carvalho 2007 - pinho e jacarandá-da-bahia, cordas Augustine Regals-Blue
- Brahman 2004 - pinho e jacarandá-da-bahia, cordas D'Addario extra hard EXP 46
- Unhas curtas e arredondadas.

### Douglas Lora
- Sergio Abreu 1990 - pinho e jacarandá indiano, baixos Augustine Regals-Blue e primas Savarez-Corum 540J
- Samuel Carvalho de sete cordas 2006 (mesmo encordoamento)
- Brahman 2003 - pinho e jacarandá-da-bahia (mesmo encordoamento)
- Unhas bem curtas e arredondadas

## Repertório
O repertório do duo é, predominantemente, clássico. São exemplos: Bach, Sor, Scarlatti, Tedesco, Granados.

## Críticas
“O Duo brasileiro de violões João Luiz e Douglas Lora é um dos mais emocionantes e recentes grupos de câmara a emergir na cena musical. Dois talentosos jovens violonistas que combinam energia e técnica, exibindo uma deslumbrante musicalidade. Seu desempenho na música brasileira no ‘Miami International Guitar Festival’, em março de 2005, trouxe o público a seus pés e a pedir mais.” Dr. Rene Gonzalez (diretor do programa de violão, Frost School of Music, Universidade de Miami) - 2005 
"O Brasil vem mantendo a tradição ao produzir os melhores duos de violões do mundo. Do lendário duo Abreu aos incríveis irmãos Assad, a tradição agora se confirma com o fantástico duo ‘João Luiz e Douglas Lora’. "Transitando com a mesma versatilidade nos universos erudito e popular, o duo mostra maturidade, talento e técnica perfeita em suas interpretações, mostrando-se insuperável na execução dos intrincados ritmos brasileiros." Paulo Bellinati – 2003 
“... lembrando tratar-se de uma esfera da música de câmara que tem dado grandes saltos de qualidade nos últimos anos, é um dos melhores CD’s de estréia de um duo que já ouvi. A sonoridade é excepcional, robusta e variada. O repertório todo é tocado com verve e entusiasmo, com equilíbrio e sensibilidade estilística...” Fábio Zanon - 2002 
“... o duo me foi carinhosamente apresentado pelo professor Henrique Pinto, que há sete anos orienta os jovens e talentosos violonistas. Ao ouvi-los pude constatar imediatamente os predicados a que se referiu o orgulhoso mestre, aliados a uma jovialidade e a um entusiasmo realmente cativantes...” Sérgio Abreu - 2002 
“... ponto alto do violão no 8 Internationales Pfingstseminar Koblenz.” Thomas Berger, Jornal Rhein Zeitung, Koblenz - Alemanha - 2000 
"João Luiz e Douglas Lora desenvolvem um intenso trabalho como solistas. Como duo se destacam pelo labor e raro talento, trabalhando um repertório que destaca a técnica e a musicalidade...” Henrique Pinto - 2000. 

## Apresentações
O duo já fez inúmeras apresentações em diversos países. Tocou com a Orquestra Sinfônica do Estado de São Paulo (OSESP) nos dias 14 e 15 de junho de 2012 na Sala São Paulo.